# 沢田ひろふみ
沢田 ひろふみ（さわだ ひろふみ、1964年9月12日 - ）は、日本の漫画家。青森県中津軽郡相馬村（現・弘前市）出身。2004年、『遮那王義経』で第28回講談社漫画賞少年部門を受賞している。現在は歴史漫画を連載しているが、時代劇に興味を持つきっかけとなったのは、小島剛夕作画の『子連れ狼』の漫画版を見てとのこと。

## 主な作品
- 空手アホ一代目 強く成り上がれ!（週刊少年マガジン、全3巻）
- シバいたれタカ!（週刊少年マガジン、全5巻）
- 風鳴の左近（マガジンSPECIAL、全4巻）
- 山賊王（マガジンイーノ、全13巻）
- 遮那王義経（月刊少年マガジン 初代:全22巻、「源平の合戦」:全29巻）
- 冥銭のドラグーン（月刊少年マガジン、全4巻）
- 乙女高校ボクシング部（コミックDAYS、全3巻）
- 龍馬が戦国をゆく（原作：瀧津孝、MAGCOMI、全2巻）

## アシスタント
- 中村幸司